# Pellestrina (Venezia)
Pellestrina (Pełestrina in dialetto locale) è una località del comune di Venezia, centro principale dell'omonima isola lagunare.
Appartiene alla municipalità di Lido-Pellestrina.

## Storia
La storia del paese è comune a quella degli abitati dell'isola. Completamente distrutta durante la Guerra di Chioggia, il 1º luglio del 1380 il doge Andrea Contarini ne avviò la ricostruzione inviando a tale scopo quattro famiglie chioggiotte (Vianello, Busetto, Scarpa e Zennaro). Tutt'oggi questi sono i cognomi più diffusi dell'isola, e Busetti, Vianelli, Zennari e Scarpa sono anche i quattro sestieri in cui, da sud a nord, si divide il centro abitato.

## Monumenti e luoghi d'interesse
- Chiesa di Ognissanti
- Santuario della Madonna dell'apparizione
- Chiesa di Sant'Antonio

## Società

### Evoluzione demografica
La seguente tabella riporta l'evoluzione demografica del comune di Pellestrina sino alla sua soppressione nel 1923.
Abitanti censiti; in verde la popolazione residente entro i vecchi confini comunali